# Valērijs Ivanovs
Valērijs Ivanovs (ur. 23 lutego 1970 w Rydze) – łotewski piłkarz grający na pozycji obrońcy. W swojej karierze rozegrał 68 meczów w reprezentacji Łotwy, w których strzelił 1 gola.

## Kariera klubowa
Karierę piłkarską Ivanovs rozpoczął w klubie RAF Jelgava. W 1988 roku zadebiutował w jego barwach w radzieckiej Wtorej Lidze (III poziom rozgrywek). W latach 1992–1993 grał w nim w nowo powstałej lidze łotewskiej. W 1992 roku wywalczył wicemistrzostwo Łotwy, a w 1993 roku zdobył Puchar Łotwy.
W połowie 1993 roku Ivanovs przeszedł do szwedzkiego Helsingborgs IF. Grał w nim przez półtora roku. W 1995 roku wrócił na Łotwę i został zawodnikiem Skonto Ryga. W latach 1995, 1996 i 1997 wywalczył ze Skonto trzy kolejne tytuły mistrza Łotwy. W 1995 i 1997 roku zdobywał też krajowy puchar.
W 1998 roku Ivanovs wyjechał do Rosji i został zawodnikiem klubu Urałan Elista. W 1999 roku przeszedł do Szynnika Jarosław, z którym na koniec sezonu spadł z Priemjer-Ligi do Pierwszej Dywizji. Następnie na przełomie 2000 i 2001 roku grał w bułgarskim Spartaku Warna. Z kolei w latach 2001-2002 był piłkarzem Wołgaru-Gazpromu Astrachań, w którym zakończył karierę.
| Sezon   | Klub                     | Kraj     | Rozgrywki        | Mecze | Bramki |
| ------- | ------------------------ | -------- | ---------------- | ----- | ------ |
| 1988    | RAF Jelgava              | ZSRR     | Wtoraja Liga     | 10    | 1      |
| 1989    | RAF Jelgava              | ZSRR     | Wtoraja Liga     | 30    | 0      |
| 1990    | RAF Jelgava              | ZSRR     | Wtoraja Liga     | 18    | 0      |
| 1991    | RAF Jelgava              | ZSRR     | Wtoraja Liga     | 37    | 0      |
| 1992    | RAF Jelgava              | Łotwa    | Virslīga         | 21    | 0      |
| 1993    | RAF Jelgava              | Łotwa    | Virslīga         | 5     | 1      |
| 1993    | Helsingborgs IF          | Szwecja  | Allsvenskan      | 5     | 0      |
| 1994    | Helsingborgs IF          | Szwecja  | Allsvenskan      | 5     | 0      |
| 1995    | Skonto Ryga              | Łotwa    | Virslīga         | 24    | 10     |
| 1996    | Skonto Ryga              | Łotwa    | Virslīga         | 27    | 3      |
| 1997    | Skonto Ryga              | Łotwa    | Virslīga         | 17    | 0      |
| 1998    | Urałan Elista            | Rosja    | Priemjer-Liga    | 29    | 0      |
| 1999    | Szynnik Jarosław         | Rosja    | Priemjer-Liga    | 21    | 1      |
| 2000    | Szynnik Jarosław         | Rosja    | Pierwyj diwizion | 13    | 0      |
| 2000/01 | Spartak Warna            | Bułgaria | A PFG            | 5     | 0      |
| 2001    | Wołgar-Gazprom Astrachań | Rosja    | Pierwyj diwizion | ?     | ?      |
| 2002    | Wołgar-Gazprom Astrachań | Rosja    | Pierwyj diwizion | 8     | 0      |

## Kariera reprezentacyjna
W reprezentacji Łotwy Ivanovs zadebiutował 8 kwietnia 1992 roku w przegranym 0:2 towarzyskim meczu z Rumunią, rozegranym w Bukareszcie. W swojej karierze grał w: eliminacjach do MŚ 1994, Euro 96, MŚ 1998, Euro 2000 i MŚ 2002. Od 1992 do 2001 roku rozegrał w kadrze narodowej 68 meczów i strzelił w nich 1 gola.